# Orthoscuticella lorica
Orthoscuticella lorica är en mossdjursart som först beskrevs av Busk 1852.  Orthoscuticella lorica ingår i släktet Orthoscuticella och familjen Catenicellidae. Inga underarter finns listade i Catalogue of Life.